# Tungumúli
Tungumúli är ett berg i republiken Island. Det ligger i regionen Västlandet, 120 km norr om huvudstaden Reykjavík. Toppen på Tungumúli är 520 meter över havet, eller 180 meter över den omgivande terrängen. Bredden vid basen är 3,4 km.
Trakten runt Tungumúli är nära nog obefolkad, med mindre än två invånare per kvadratkilometer. Det finns inga samhällen i närheten. Trakten runt Tungumúli består i huvudsak av gräsmarker.